# Broen (dokumentarfilm)
 For alternative betydninger, se Broen (flertydig). (Se også artikler, som begynder med Broen)
Broen er en dansk dokumentarfilm fra 1969 instrueret af Gunnar Iversen og Poul Martinsen.

## Handling
I slutningen af 60-erne havde to meget forskellige oprørske ungdomsgrupper været i voldelig konflikt: MC-gruppen 'De vilde engle' havde flere gange foretaget raids mod "de langhåredes" tilholdssteder. Instruktøren fik den idé at sætte seks fra hver gruppe sammen på en ø i en sø og give dem en bunden samarbejdsopgave: At bygge en tovbro til land - med tidsfrist og en stor pengepræmie. For, som det siges i udsendelsen, at afprøve en psykologisk teori, der siger, at fordomme kan nedbrydes ved at stille parterne over for en fælles opgave, der er så krævende, at ingen af dem kan klare den alene. Det spørgsmål, som driver historien frem, er: Vil teorien holde stik, eller ender det endnu en gang med øretæver?